# Festuca violacea
Festuca violacea là một loài thực vật có hoa trong họ Hòa thảo. Loài này được Ser. ex Gaudin mô tả khoa học đầu tiên năm 1808.